# قنطريون سنبلي
القنطريون السنبلي واسمه العلمي (باللاتينية: Centaurea spicata) نوع نباتي ينتمي إلى جنس القنطريون من الفصيلة النجمية.

## الموئل والانتشار
موطنه المشرق العربي وتركيا.